# Cal Guarro
Cal Guarro és un obra al municipi de Santa Margarida de Montbui (Anoia) inclosa en l'Inventari del Patrimoni Arquitectònic de Catalunya. Aquesta casa ha estat propietari de diferents famílies. El mot de Cal Guarro prové d'un masover. Una de les famílies foren grans propietaris de Montbui i la seva finca s'estenia a l'altra banda de carrer on avui dia encara resten uns edificis destinats al trull de l'oli i també d'una sala cafè.
L'edifici de planta quadrada amb planta baixa, pis i golfes té una coberta a quatre vessants sostinguda per mènsules que sobresurten molt de la façana. La construcció actual és fruit d'una reforma (1918) la qual va comportar l'addició d'un cos cobert amb terrat amb barana de balustres, reforma de les obertures de la planta baixa entre les quals destaca el balcó de la façana lateral. Té un sòcol de pedra, guardapols a les obertures i òculs de ventilació a les golfes.